# Vadsbo södra domsagas valkrets
Vadsbro södra domsagas valkrets var vid riksdagsvalen till andra kammaren 1866–1908 en egen valkrets med ett mandat. Valkretsens område motsvarade Vadsbo södra domsaga. Vid införandet av proportionellt valsystem i riksdagsvalet 1911 avskaffades valkretsen och uppgick i Skaraborgs läns norra valkrets.

## Riksdagsmän
- Victor Renström (1867–1869)
- Anders Andersson (1870–1874)
- Abel Winborg (1875)
- Richard Ehrenborg (1876–1878)
- Carl Andersson (1879–1881)
- Anders Wallenius, lmp (1882–1884)
- Wilhelm Palmær, lmp (1885–första riksmötet 1887)
- Gustaf Bergendahl, lmp 1887, nya lmp 1888–1894, lmp 1895–1899 (andra riksmötet 1887–1899)
- August Johanson, lmp (1900–1911)

## Valresultat

### 1896
| Andrakammarvalet i Sverige 1896: Vadsbo södra domsagas valkrets | Andrakammarvalet i Sverige 1896: Vadsbo södra domsagas valkrets | Andrakammarvalet i Sverige 1896: Vadsbo södra domsagas valkrets | Andrakammarvalet i Sverige 1896: Vadsbo södra domsagas valkrets | Andrakammarvalet i Sverige 1896: Vadsbo södra domsagas valkrets |
| Kandidat                                                        | Kandidat                                                        | Röster                                                          | Röster                                                          | Röster                                                          |
| Kandidat                                                        | Kandidat                                                        | Antal                                                           | %                                                               | +− %                                                            |
| --------------------------------------------------------------- | --------------------------------------------------------------- | --------------------------------------------------------------- | --------------------------------------------------------------- | --------------------------------------------------------------- |
|                                                                 | Gustaf Bergendahl                                               | 560                                                             | 54,1                                                            |                                                                 |
|                                                                 | August Johanson                                                 | 474                                                             | 45,8                                                            |                                                                 |
|                                                                 | Övrig kandidat                                                  | 1                                                               | 0,1                                                             |                                                                 |
| Antal giltiga röster                                            | Antal giltiga röster                                            | 1 035                                                           |                                                                 |                                                                 |
| Kasserade röster                                                | Kasserade röster                                                | 10                                                              |                                                                 |                                                                 |
| Totalt                                                          | Totalt                                                          | 1 045                                                           |                                                                 |                                                                 |

- Valdeltagandet var 58,1%.

### 1899
| Andrakammarvalet i Sverige 1899: Vadsbo södra domsagas valkrets | Andrakammarvalet i Sverige 1899: Vadsbo södra domsagas valkrets | Andrakammarvalet i Sverige 1899: Vadsbo södra domsagas valkrets | Andrakammarvalet i Sverige 1899: Vadsbo södra domsagas valkrets | Andrakammarvalet i Sverige 1899: Vadsbo södra domsagas valkrets |
| Kandidat                                                        | Kandidat                                                        | Röster                                                          | Röster                                                          | Röster                                                          |
| Kandidat                                                        | Kandidat                                                        | Antal                                                           | %                                                               | +− %                                                            |
| --------------------------------------------------------------- | --------------------------------------------------------------- | --------------------------------------------------------------- | --------------------------------------------------------------- | --------------------------------------------------------------- |
|                                                                 | August Johanson                                                 | 777                                                             | 63,1                                                            | ▲17,3                                                           |
|                                                                 | Gustaf Bergendahl                                               | 451                                                             | 36,6                                                            | ▼17,5                                                           |
|                                                                 | Övriga kandidater                                               | 4                                                               | 0,3                                                             |                                                                 |
| Antal giltiga röster                                            | Antal giltiga röster                                            | 1 232                                                           |                                                                 |                                                                 |
| Kasserade röster                                                | Kasserade röster                                                | 3                                                               |                                                                 |                                                                 |
| Totalt                                                          | Totalt                                                          | 1 235                                                           |                                                                 |                                                                 |

Valet ägde rum den 20 augusti 1899. Valdeltagandet var 64,3%.

### 1902
| Andrakammarvalet i Sverige 1902: Vadsbo södra domsagas valkrets | Andrakammarvalet i Sverige 1902: Vadsbo södra domsagas valkrets | Andrakammarvalet i Sverige 1902: Vadsbo södra domsagas valkrets | Andrakammarvalet i Sverige 1902: Vadsbo södra domsagas valkrets | Andrakammarvalet i Sverige 1902: Vadsbo södra domsagas valkrets |
| Kandidat                                                        | Kandidat                                                        | Röster                                                          | Röster                                                          | Röster                                                          |
| Kandidat                                                        | Kandidat                                                        | Antal                                                           | %                                                               | +− %                                                            |
| --------------------------------------------------------------- | --------------------------------------------------------------- | --------------------------------------------------------------- | --------------------------------------------------------------- | --------------------------------------------------------------- |
|                                                                 | August Johanson                                                 | 726                                                             | 73,3                                                            | ▲10,2                                                           |
|                                                                 | A. Johansson i Rambotorp                                        | 245                                                             | 24,7                                                            |                                                                 |
|                                                                 | Övriga kandidater                                               | 20                                                              | 2,0                                                             |                                                                 |
| Antal giltiga röster                                            | Antal giltiga röster                                            | 991                                                             |                                                                 |                                                                 |
| Kasserade röster                                                | Kasserade röster                                                | 3                                                               |                                                                 |                                                                 |
| Totalt                                                          | Totalt                                                          | 994                                                             |                                                                 |                                                                 |

Valet ägde rum den 7 september 1902. Valdeltagandet var 51,1%.

### 1905
| Andrakammarvalet i Sverige 1905: Vadsbo södra domsagas valkrets | Andrakammarvalet i Sverige 1905: Vadsbo södra domsagas valkrets | Andrakammarvalet i Sverige 1905: Vadsbo södra domsagas valkrets | Andrakammarvalet i Sverige 1905: Vadsbo södra domsagas valkrets | Andrakammarvalet i Sverige 1905: Vadsbo södra domsagas valkrets |
| Kandidat                                                        | Kandidat                                                        | Röster                                                          | Röster                                                          | Röster                                                          |
| Kandidat                                                        | Kandidat                                                        | Antal                                                           | %                                                               | +− %                                                            |
| --------------------------------------------------------------- | --------------------------------------------------------------- | --------------------------------------------------------------- | --------------------------------------------------------------- | --------------------------------------------------------------- |
|                                                                 | August Johanson                                                 | 541                                                             | 76,3                                                            | ▲3,0                                                            |
|                                                                 | Gustaf Barthelson                                               | 117                                                             | 16,5                                                            |                                                                 |
|                                                                 | Övriga kandidater                                               | 51                                                              | 7,2                                                             |                                                                 |
| Antal giltiga röster                                            | Antal giltiga röster                                            | 709                                                             |                                                                 |                                                                 |
| Kasserade röster                                                | Kasserade röster                                                | 2                                                               |                                                                 |                                                                 |
| Totalt                                                          | Totalt                                                          | 711                                                             |                                                                 |                                                                 |

Valet ägde rum den 10 september 1905. Valdeltagandet var 34,8%.

### 1908
| Andrakammarvalet i Sverige 1908: Vadsbo södra domsagas valkrets | Andrakammarvalet i Sverige 1908: Vadsbo södra domsagas valkrets | Andrakammarvalet i Sverige 1908: Vadsbo södra domsagas valkrets | Andrakammarvalet i Sverige 1908: Vadsbo södra domsagas valkrets | Andrakammarvalet i Sverige 1908: Vadsbo södra domsagas valkrets |
| Kandidat                                                        | Kandidat                                                        | Röster                                                          | Röster                                                          | Röster                                                          |
| Kandidat                                                        | Kandidat                                                        | Antal                                                           | %                                                               | +− %                                                            |
| --------------------------------------------------------------- | --------------------------------------------------------------- | --------------------------------------------------------------- | --------------------------------------------------------------- | --------------------------------------------------------------- |
|                                                                 | August Johanson                                                 | 514                                                             | 59,9                                                            | ▼16,4                                                           |
|                                                                 | August Jonsson (frisinnad)                                      | 336                                                             | 39,2                                                            |                                                                 |
|                                                                 | Övriga kandidater                                               | 8                                                               | 0,9                                                             |                                                                 |
| Antal giltiga röster                                            | Antal giltiga röster                                            | 858                                                             |                                                                 |                                                                 |
| Kasserade röster                                                | Kasserade röster                                                | 4                                                               |                                                                 |                                                                 |
| Totalt                                                          | Totalt                                                          | 862                                                             |                                                                 |                                                                 |

Valet ägde rum den 6 september 1908. Valdeltagandet var 40,6%.